# Cena Věry Jirousové
Cena Věry Jirousové je oceněním pro kritiky a kritičky výtvarného umění.

## Cíle a historie
Úmysl oceňovat kritiky a kritičky výtvarného umění vzešel od výtvarného umělce a kurátora výstav v pražské MeetFactory Dušana Zahoranského a kurátorek Kariny Kottová a Kláry Adamcové. Po svolení příbuzných kritičky a historičky umění Věry Jirousové zaštítil nové ocenění jejím jménem. Cílem ceny je poukázat na práci těch, kteří jsou pro ni dlouhodobým přínosem, a mladé autora a autorky podpořit v zájmu o danou oblast.
Již od prvního ročníku v roce 2013 je udělována ve dvou kategoriích: začínajícímu kritikovi nebo kritičce a etablované osobnosti české výtvarné kritiky za přínos oboru. V první kategorii porota vybírá mezi kritičkami a kritiky do 26 let na základě zaslaných autorských textů. Etablovaný kritik nebo kritička je porotou vybírán na základě nominací odborné veřejnosti. Od roku 2017 je cena udělována jednou za dva roky. Ocenění je spíše symbolické povahy. Předmětnou podobu ceny vytvářejí vybraní výtvarní umělci.  
Součástí aktivit Ceny Věry Jirousové je pořádání přednášek, seminářů a workshopů o roli výtvarné kritiky. Iniciuje rovněž vznik původních textů zaměřených na různá témata výtvarné kritiky, které uveřejňuje na vlastním blogu. V roce 2021 vydala první knižní publikaci: překlad knihy amerického kritika a historika Hala Fostera Zítra bude hůř: Umění, kritika, nouzový stav. V roce 2023 následoval sborník textů amerického kritika a spisovatele Travise Jeppesena Bad Writing.
Původně cena vznikla jako společná iniciativa MeetFactory, kulturní organizace INI Project a Českých center. Do ročníku 2019 ocenění zaštiťoval INI Project. V roce 2020 se Cena Věry Jirousové osamostatnila založením nového spolku, ve kterém figurují zástupci uměleckého Spolku Skutek, Centra pro současné umění Praha a českých výtvarných médií Artalk, Artyčok.tv a Art Antiques.

## Laureáti a laureátky CVJ
| ročník | Za výtvarnou kritiku a za přínos oboru | Pro mladé a začínající kritiky | Čestné uznání poroty (pro začínající kritiky) |
| ------ | -------------------------------------- | ------------------------------ | --------------------------------------------- |
| 2013   | Ivan Mečl                              | Tereza Jindrová                |                                               |
| 2014   | Tereza Stejskalová                     | Anežka Bartlová                |                                               |
| 2015   | Jiří Ptáček                            | Klára Peloušková               |                                               |
| 2016   | Michal Novotný                         | Tereza Hrušková                |                                               |
| 2017   | Tomáš Pospiszyl                        | —                              |                                               |
| 2019   | Viktor Čech                            | Matěj Forejt                   |                                               |
| 2021   | Milena Bartlová                        | Tina Poliačková                |                                               |
| 2023   | Ivana Rumanová                         | Noemi Purkrábková              | Helena Todorová                               |